# Vito Nicoletti
Vito Nicoletti (Coriano, 1909 – Rimini, 2000) è stato un sindacalista e antifascista italiano.

## Biografia

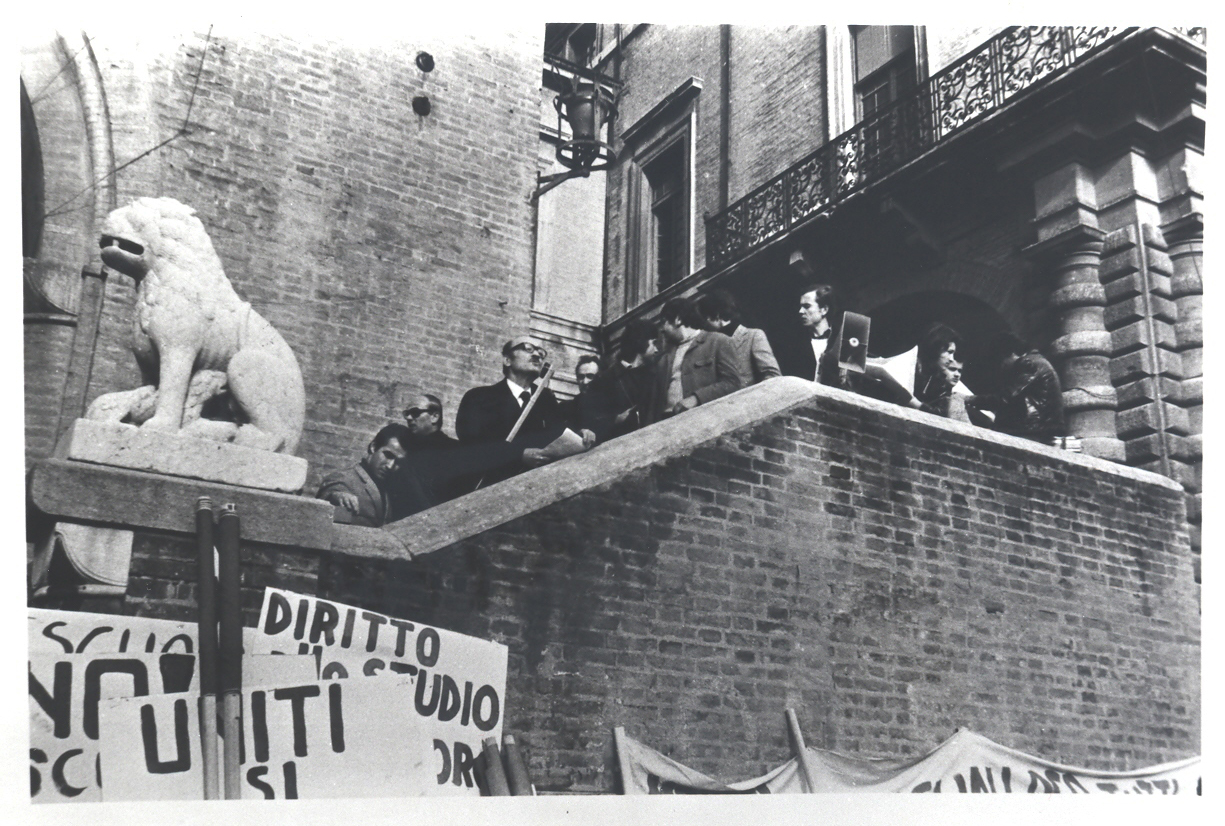
Piazza Cavour, Rimini, Comizio di Vito Nicoletti

Figlio di Carlo Nicoletti e Antonia Casadei, nacque a Coriano il 7 marzo 1909. Nel giugno 1924 partecipò a Coriano ad un'azione simbolica contro il regime fascista, in protesta all'omicidio di Giacomo Matteotti, imbrattando con il contenuto dei pozzi neri la sede comunale del partito fascista. Successivamente all'azione Vito Nicoletti fuggì all'arresto, avviando da quel momento la sua militanza nel sindacato clandestino. Dopo aver terminato la regia scuola industriale di Rimini si impiegò come falegname ebanista e si iscrisse alla Confederazione del Lavoro, sezione lavoranti del legno, ed al Partito Comunista d'Italia. Nel 1925 con due compagni di partito di Coriano partì per Roma per trovare un'occupazione e per collaborare alle attività antifasciste nella capitale. Nel 1925 si trovava a Roma quando il 12 settembre venne fermato e munito di foglio di via per Coriano. La sera del 26 settembre ripartì per Roma e da allora venne costantemente vigilato dalla Questura in quanto classificato come comunista pericoloso di III categoria. Ricercato dalla polizia per la sua attività antifascista fuggì a Torino e vi abitò fino al 1929. Dal 1929 fece ritorno a Coriano per brevi periodi dove continuò ad essere vigilato. Il 29 aprile 1933 venne arrestato a Roma in quanto scoperto come capo settore di un'organizzazione comunista nei quartieri Trastevere, Testaccio e San Lorenzo; venne rilasciato il 16 dicembre dello stesso anno e riprese domicilio a Roma. Scontò 8 mesi di carcere quasi tutti in isolamento. Dal 1934 la Questura di Roma lo ricomprese tra le persone da arrestare in occasione di determinate circostanze, come parate o feste patriottiche. Sempre la Questura di Roma nel 1938 scrisse al Ministero dell'Interno che Nicoletti nel 1937 prese parte a riunioni di comunisti in avversione al fascismo, e che partecipò a sottoscrizioni per sovvenire a famiglie di antifascisti defunti o incarcerati. Il 17 giugno 1940 venne inviato al campo di concentramento di Manfredonia. Il 2 febbraio 1941, in quanto ritenuto buon organizzatore perciò pericoloso, venne inviato come internato politico alle isole Tremiti. Il 15 settembre 1941 fu trasferito al confino a Pisticci. Fu poi trasferito al campo di concentramento di Avezzano dove nell'ottobre 1942 partecipò ad azioni di rivolta antifasciste. Per questo motivo venne tradotto nelle carceri di Roma in attesa di un nuovo trasferimento al campo di concentramento di Fabriano. Liberato dall'internamento il 31 agosto 1943 prese domicilio a Fabriano con la famiglia, dopo essere tornato in bicicletta per un breve periodo a Coriano. Stabilitosi poi a Fabriano, prese parte alla lotta di Liberazione nella V Brigata Garibaldi. Divenne membro dal settembre 1943 del CLN clandestino di Fabriano in qualità di assessore ai lavori pubblici come rappresentante del PCI
Finita la guerra decise di rimanere a Fabriano dove svolse attività sindacale. Contribuì alla ricostituzione della locale Camera del Lavoro, di cui divenne successivamente Segretario. Il 1953 lo vede trasferirsi ad Ancona dove divenne responsabile territoriale poi regionale del sindacato dei mezzadri nonché componente della segreteria Confederale CGIL.
Nel 1956 rientrò a Rimini e venne chiamato a dirigere la Camera del Lavoro CGIL di Rimini, dove manterrà l'incarico di Segretario Generale fino al settembre 1968.
Divenne successivamente consigliere comunale fino al 1975. Dopo l'esperienza di Segretario Generale della CGIL di Rimini diresse il sindacato mezzadri fino al 1973 per poi essere eletto alla segreteria generale dello SPI CGIL Rimini fino al 1977, anno in cui cessò l'attività sindacale.
Successivamente Nicoletti è stato presidente del consiglio di quartiere "Borgo Mazzini-Ina casa" di Rimini fino al 1980, quartiere dove risiedeva con la famiglia.

## Toponomastica
Il comune di Coriano ha intitolato un viale a Vito Nicoletti, nella zona industriale della cittadina.
Nel luglio 2013 l'amministrazione comunale di Rimini ha dichiarato l'intenzione di intitolare a Vito Nicoletti una rotatoria nei pressi della Camera del Lavoro CGIL di Rimini.